# El Cobre (Cuba)
Pour les articles homonymes, voir Cobre.
El Cobre est un village de la province de Santiago de Cuba qui s'appelait auparavant Santiago del Prado situé à une vingtaine de kilomètres à l'ouest de la ville de Santiago de Cuba. Il est surtout connu pour son culte à la Vierge de la Charité (du Cuivre, Cobre) célébré principalement à la basilique qui lui est dédiée.

## Géographie
Situé sous la Sierra del Cobre, qui fait partie de la chaîne de montagnes Sierra Maestra, El Cobre se trouve précisément à 18 km à l'ouest de Santiago de Cuba et à 26 km au sud de Palma Soriano. La rivière El Cobre, également appelée Parada, coule au sud et forme un réservoir (également Parada) à quelques kilomètres à l'est. La route nationale Carretera Central (CC) traverse le côté nord du village.

## L'exploitation des mines
C'est ici, autour de la colline Cerro de la Cantera qu'a commencé l’exploitation des premières mines de cuivre (cobre) à ciel ouvert découvertes par les Conquistadores en Amérique. Le minerai a été exploité jusqu’en 2000 lorsque les filons se sont épuisés et que de l’or fut repéré aux abords des anciens chantiers. C’est sans doute à El Cobre que les esclaves se révoltèrent pour la première fois à Cuba contre leurs maîtres et une nouvelle main-d’œuvre, à moitié chinoise, à moitié espagnole a dû être amenée sur place.

## Le sanctuaire de la Vierge de la Charité

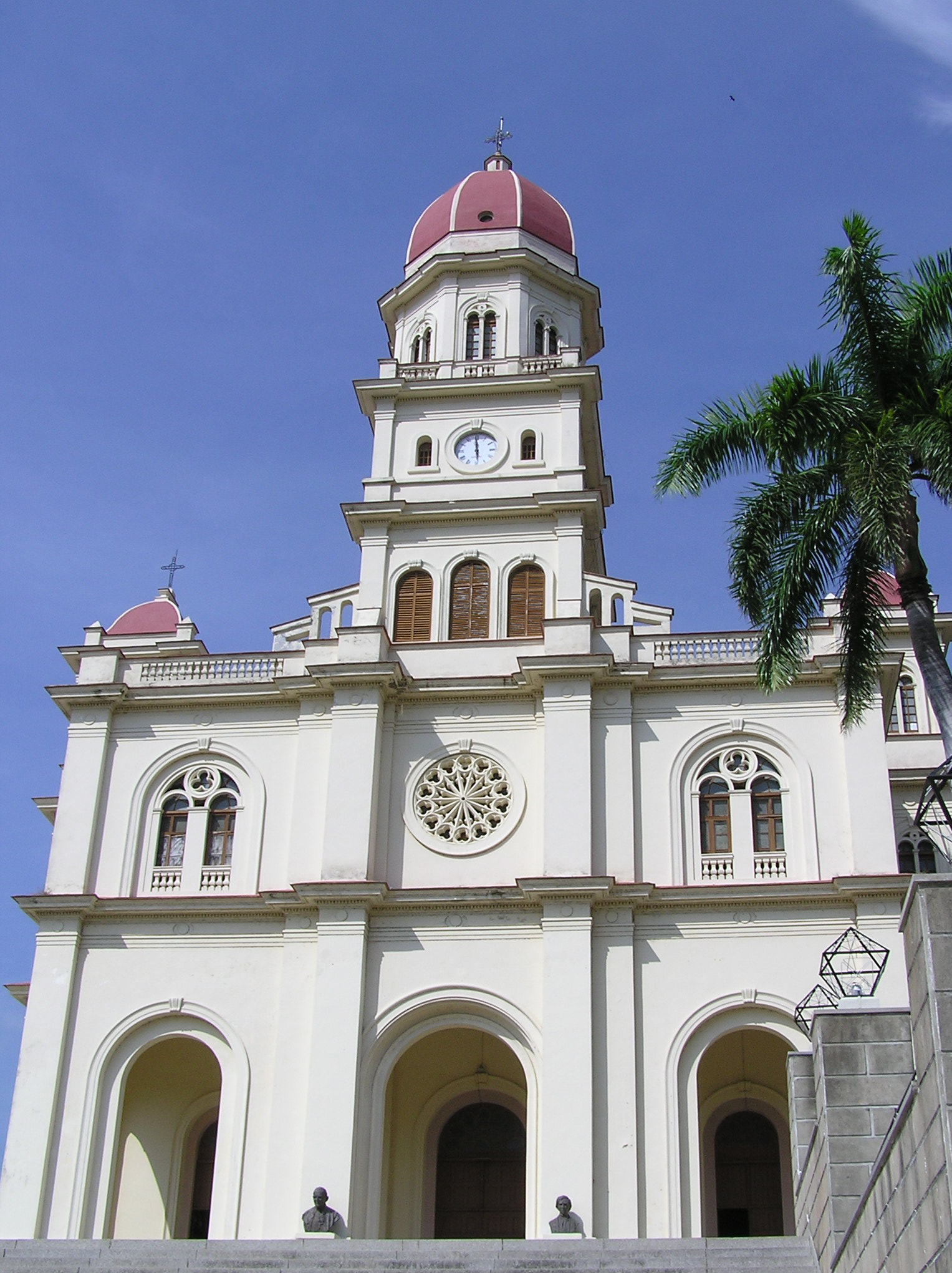
Façade de la basilique Notre-Dame-de-Charité.

Depuis la découverte d'une statue d'une Vierge à l'Enfant dans la baie de Nipe au début de XVIIe siècle avec l'inscription « Yo soy la Virgen de la Caridad », El Cobre est devenu un haut lieu de pèlerinage pour les cubains et non-cubains surtout depuis la construction de la basilique Notre-Dame-de-Charité qui se dresse au plus haut du village.
Dès 1648, un ermitage est construit à proximité des mines de cuivre. À la  fin du XIXe siècle, les Mambises, l’Armée pour l’indépendance de Cuba, vénèrent la « Vierge de la Charité du Cuivre (es) » en tant que Mère protectrice de Cuba, et elle devient officiellement la sainte Patronne du pays en 1916 à la suite d'une bulle du pape Benoît XV. Parallèlement, commence alors à Cuba un long et enchevêtré processus de transculturation et de mélange qui conduit inévitablement à la naissance d’une ample gamme de croyances religieuses.

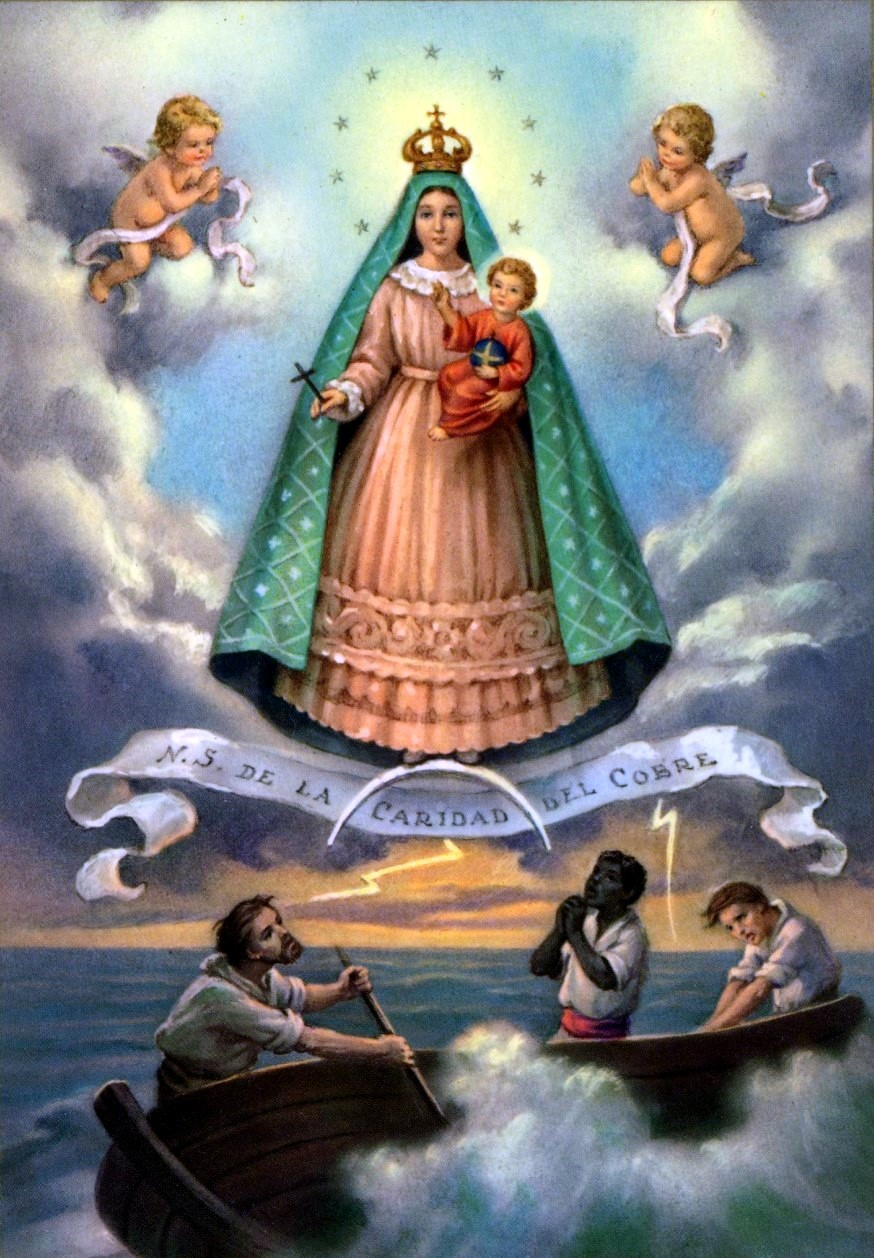
Représentation de la découverte de la statue de la Vierge de Charité devenue la Patronne de Cuba et couronnée canoniquement en 1936.

Le premier sanctuaire s'effondre en 1906 en raison des explosions et des fouilles des mines. La nouvelle église est construite en 1926, et inaugurée le 8 septembre 1927, jour de la naissance de la Vierge Marie d'après l'Église catholique. Comme la Vierge continue d'être vénérée de partout à Cuba avec son culte qui se répand dans la population, il est décidé de continuer de la célébrer annuellement le 8 septembre.
En 2011, à l'occasion du 400e anniversaire de son apparition, la statue a été transportée lors d'un long pèlerinage sur l'ensemble de l'île attirant une foule considérable. La basilique est sous la circonscription de l'archidiocèse de Santiago de Cuba et elle a été décrétée basilique mineure le 22 décembre 1977. En 2015, le pape François lui a rendu visite lors de son voyage à Cuba.
Il faut gravir 254 marches pour y accéder. Elle possède un clocher central et deux tours latérales surmontées de dômes en briques rouges. Sous la statue de la Vierge, se trouve un petit espace appelé capilla de los Milagros, « chapelle des Miracles », où différentes sortes d'offrandes sont déposées. La basilique est très fréquentée et une messe y est dite chaque jour.